# Język nyamwezi
Język nyamwezi – język z rodziny bantu, używany w Tanzanii przez lud Nyamwezi. W 1972 roku liczba mówiących wynosiła ok. 363 tys. Jego wariantem jest konongo.